# Kyūichi Tokuda
Pour les articles homonymes, voir Tokuda.
Kyūichi Tokuda (徳田 球一, Tokuda Kyūichi) (12 septembre 1894 - 14 octobre 1953) est un homme politique japonais qui fut le premier président du Parti communiste japonais de 1945 à sa mort en 1953.

## Biographie
Kyūichi Tokuda est né en 1894 dans une famille pauvre d'Okinawa. Il travaille comme enseignant suppléant avant d'étudier le droit en 1918 à l'université Nihon d'où il sort diplômé en 1920 et devient avocat. Il se rend à Moscou et Petrograd pour assister au congrès des organisations révolutionnaires et des peuples d'extrême-orient. Il rejoint le Parti communiste japonais à son retour au pays. Il est élu membre de son comité central. En 1925, il retourne à Moscou pour participer au comité exécutif de l'Internationale Communiste (en). En février 1928, il est le candidat du Parti des travailleurs et des fermiers aux élections parlementaires. En mars 1928, il est arrêté et condamné à dix ans de travaux forcés mais n'est relâché qu'en octobre 1945, dix-sept ans plus tard, un mois après la fin de la Seconde Guerre mondiale,,.

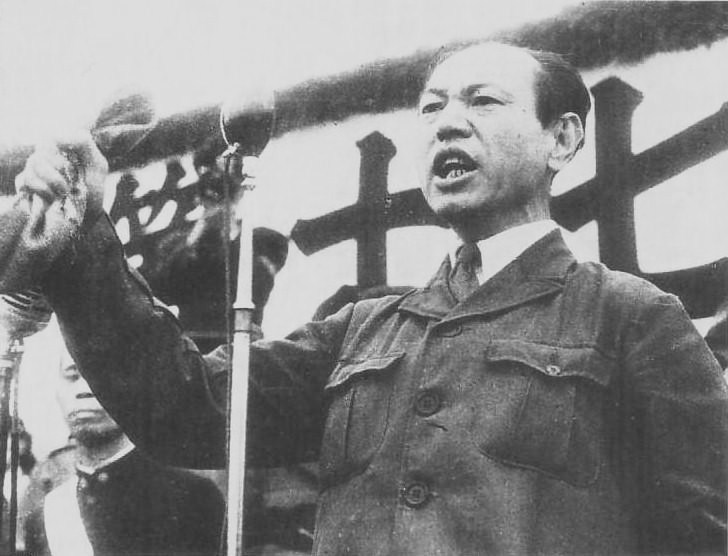
Kyūichi Tokuda en 1946.

Il est détenu à la prison de Fuchū juste avant sa libération. Lors de sa sortie, il est immédiatement hissé sur les épaules d'une foule en liesse de communistes et de Coréens criant « Banzai pour la libération des combattants du front du peuple ». Tokuda cherche ensuite les grands changements de la vie politique et économique du Japon durant les douze mois suivants, en particulier ceux impliquant l'empereur car il pense que « le système impérial est la racine de tout mal ». Il déclare également que « le militarisme, la bureaucratie, et l'hégémonie de nos intérêts financiers incombent principalement à l'antique monarchie », que « l'empereur doit partir avant que le Japon ne commence à mettre en place les termes de la déclaration de Potsdam. Nous ne devons pas nous inquiéter de le voir exécuté, exilé, ou retiré, telle sera la décision du peuple, mais l'actuel gouvernement impérial est constitutionnellement incapable de changer le Japon selon la demande des Nations Unies », et que « les États-Unis craignent sûrement l'hypothèse d'un Japon communiste, mais les Américains découvriront que c'est la seule voie pour atteindre les objectifs de Potsdam. Ce que nous proposons est une nation communiste entièrement libre de toute influence étrangère pour travailler sur nos actuels problèmes selon la volonté du peuple ». « Nous avons premièrement besoin d'un parlement véritablement représentatif du peuple en abolissant l'ancienne Diète et le système aristocratique. Tous les hommes et les femmes, de 18 ou plus, voteront. Nous assumerons fièrement les responsabilités du Japon comme statuées dans l'acte de capitulation et accepteront les ordres et directives du général MacArthur », « Nous espérons que tous les partis populistes, les organisations prolétariennes, et les syndicats, nous rejoindront dans un front populaire qui sera écrasant lors des élections ». En octobre 1945, Kyūichi Tokuda remercie de la libération des prisonniers politiques le général Richard K. Sutherland, adjoint de MacArthur,,,,,. Il annonce son intention de mener un mouvement pour renverser l'empereur et les puissantes familles d'oligarques du Japon, et déclare qu'il souhaite mener une campagne pour une république et une redistribution des terres.
En juillet 1948, Tokuda est victime d'une tentative d'assassinat alors qu'il donne un discours à Saga. L'auteur est un jeune mineur de charbon de 27 ans nommé Ichiro Koga qui utilise une grenade artisanale. Tokuda est blessé mais survit,,,.
Il devient plus tard le secrétaire-général du Parti communiste japonais. Il est élu à la chambre des représentants trois fois de suite. En 1950, il est purgé par les autorités d'occupation américaines. Dans un journal de juin 1950 apparaît la rumeur que Tokuda a fui le Japon avec le général soviétique Kuzma Derevyanko (en). Il meurt en Chine communiste en octobre 1953,,.
Tokuda est reconnu pour son sens du discours puissant et pour être « un dur, un combattant intransigeant, et pour être populaire chez les travailleurs ».

## Œuvres
- Dix-huit ans de prison (en) (Gokuchu juhachi-nen) de Kyūichi Tokuda et Yoshio Shiga, publié par le Parti communiste japonais en 1948.
- Appel au peuple (en)